# Provins

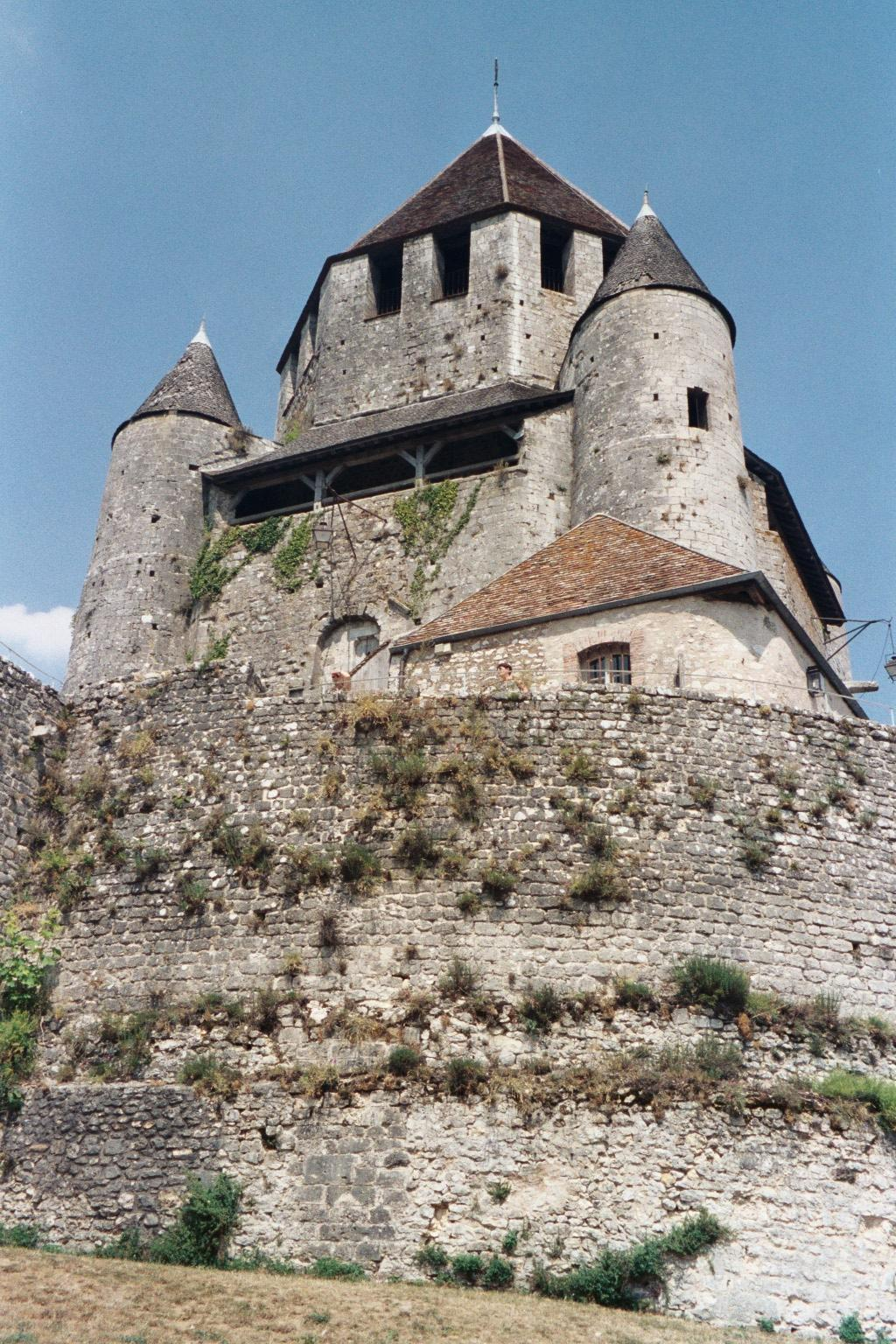
XII wieczna Tour Cesar w Provins

Provins – miejscowość i gmina we Francji, w regionie Île-de-France, w departamencie Sekwana i Marna.
Według danych na rok 1990 gminę zamieszkiwało 11 608 osób, a gęstość zaludnienia wynosiła 789 osób/km² (wśród 1287 gmin regionu Île-de-France Provins plasuje się na 221. miejscu pod względem liczby ludności, natomiast pod względem powierzchni na miejscu 175.).
Miasto Provins, ze swoją średniowieczną zabudową zostało wpisane na listę światowego dziedzictwa UNESCO w roku 2001.

## Historia
Provins po raz pierwszy występuje w przekazach z roku 802, jest jednak miejscem dużo starszym. Z tego okresu pochodzą pierwsze umocnienia wojskowe. Ponieważ Provins leżało na skrzyżowaniu ważnych dróg handlowych (północ-południe i wschód-zachód), w średniowieczu (IX - XIII w.) znajdował się tu jeden z największych targów ówczesnej Francji. Również dziś odbywa się tu "Grange aux Dîmes", które jest nawiązaniem do średniowiecznych tradycji. W tamtych czasach miasto podlegało jurysdykcji władców Szampanii.

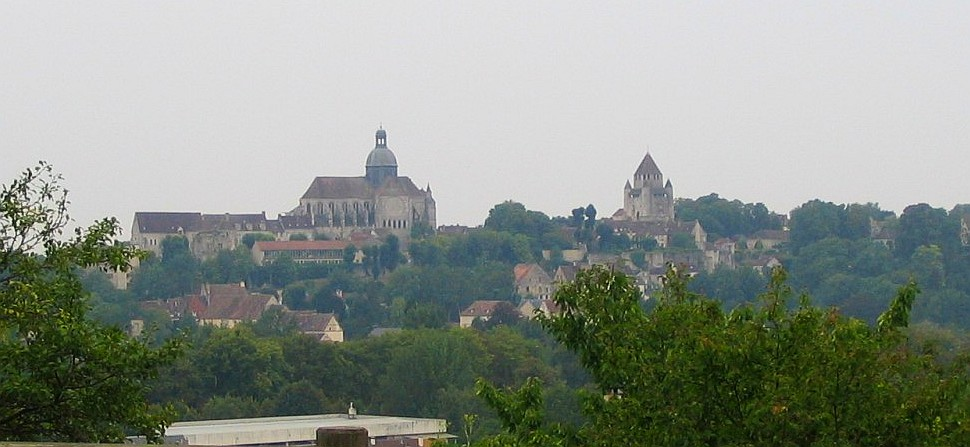
Widok na Provins od północy, po prawej Tour Cesar, po lewej Kolegiata Saint-Quiriace